# Ambasciatori prussiani in Polonia
L'ambasciatore prussiano in Polonia era il primo rappresentante diplomatico della Prussia in Polonia.
Le relazioni diplomatiche iniziarono ufficialmente nel 1665 e rimasero attive sino all'assorbimento della Polonia da parte dell'Impero russo sul finire del Settecento. Dal momento che sino al 1764 la Polonia fu unita alla Sassonia in unione personale dei monarchi, e poiché i contatti ufficiali col re inizialmente avvennero principalmente a Dresda, l'ambasciata a Varsavia ebbe un ruolo solo secondario sino a metà Settecento.

## Elettorato di Brandeburgo
- 1665-1670: Johann von Hoverbeck
- 1670-1690: Eusebius von Brandt
- 1690–1701: Johann von Hoverbeck

## Regno di Prussia
- 1701-1703: Johann von Hoverbeck
- 1703–1704: Johann Friedrich von Alvensleben
- 1704: Gottfried Werner
- 1704–1717: Georg Friedrich Lölhöffel
- 1721–1723: Johann Bogislaw von Schwerin
- 1723-1724: Kurt Christoph von Schwerin
- ?-1740: Johann Wallenrodt
- 1740–1745: Karl Friedrich Hoffmann
- 1748–1752: Friedrich Christian Hieronymus von Voß
- 1752: Joachim Andreas von Maltzan
- 1752–1764: Gédéon Benoît
- 1764-1765: Johann Carl Friedrich zu Schönaich-Carolath
- 1765-1776: Wilhelm Bernhard von der Goltz
- 1776–1779: Friedrich Blanchot
- 1779–1780: ? von Axt
- 1780–1789: Ludwig Heinrich Buchholtz
- 1789–1790: Girolamo Lucchesini
- 1790–1791: August Friedrich Ferdinand von der Goltz
- 1790–1792: Girolamo Lucchesini
- 1792–1794: Ludwig Heinrich Buchholtz

1794: Chiusura dell'ambasciata